# Měřitelný kardinál
Měřitelný kardinál je matematický pojem z oblasti teorie množin (kardinální aritmetiky). Patří mezi velké kardinály.

## Definice
Řekneme, že kardinální číslo {\displaystyle \kappa } je měřitelné, je-li nespočetné a existuje-li na {\displaystyle \kappa } netriviální {\displaystyle \kappa }-úplný ultrafiltr, tj. ultrafiltr uzavřený na průniky méně než {\displaystyle \kappa } množin.

## Vlastnosti

### Měřitelný ultrafiltr
Každý netriviální {\displaystyle \kappa }-úplný ultrafiltr {\displaystyle {\mathcal {U}}} na {\displaystyle \kappa } definuje {\displaystyle \,\kappa ^{<}}-aditivní (tj. takovou, že míra sjednocení méně než {\displaystyle \kappa } množin míry 0 je množina míry 0) dvouhodnotovou míru předpisem {\displaystyle \mu (X)=1} pro {\displaystyle X\in {\mathcal {U}}} a {\displaystyle \mu (X)=0} jinak. Obráceně každá taková míra definuje (inverzní formulí) nějaký netriviální {\displaystyle \kappa }-úplný ultrafiltr na {\displaystyle \kappa }. Proto se někdy měřitelný kardinál definuje jako takový kardinál {\displaystyle \kappa }, na němž existuje {\displaystyle \,\kappa ^{<}}-aditivní dvouhodnotová míra.
Z důvodů naznačených v předchozím odstavci se netriviální {\displaystyle \kappa }-úplný ultrafiltr na nespočetném kardinálu {\displaystyle \kappa } nazývá měřitelný ultrafiltr na {\displaystyle \kappa } nebo jen míra na {\displaystyle \kappa }.
Základní, jednoduše dokazatelnou a často užívanou vlastností měřitelného kardinálu je jeho uniformita.

### Měřitelný kardinál
Každý měřitelný kardinál je Ramseyův a tedy nedosažitelný.
Stanislaw Ulam dokázal roku 1930 ve své práci Zur Masstheorie in der allgemeinen Mengenlehre, že pokud je {\displaystyle \kappa } nejmenší nespočetný kardinál takový, že na něm existuje {\displaystyle \aleph _{1}}-úplný ultrafiltr, pak {\displaystyle \kappa } je měřitelný kardinál.
Pravděpodobně nejužitečnější metodu prokazování vlastností měřitelného kardinálu objevil počátkem 60. let 20. století Alfréd Tarski. Tato metoda spočívá v zavedení lineárního uspořádání na množině {\displaystyle \,\kappa ^{\kappa }} všech funkcí z {\displaystyle \kappa } do {\displaystyle \kappa } pro měřitelný kardinál {\displaystyle \kappa } takto:
Nechť {\displaystyle {\mathcal {U}}} je měřitelný ultrafiltr na {\displaystyle \kappa }. Pro funkce {\displaystyle f,g\in \kappa ^{\kappa }} definujeme
- {\displaystyle f<^{\mathcal {U}}g} právě když {\displaystyle \{x\in \kappa ;f(x)<g(x)\}\in {\mathcal {U}}}
- {\displaystyle f=^{\mathcal {U}}g} právě když {\displaystyle \{x\in \kappa ;f(x)=g(x)\}\in {\mathcal {U}}}
- {\displaystyle f\leq ^{\mathcal {U}}g} právě když {\displaystyle f<^{\mathcal {U}}g} nebo {\displaystyle f=^{\mathcal {U}}g}
- {\displaystyle \,k_{a}}, kde {\displaystyle a\in \kappa }, je taková funkce, která splňuje {\displaystyle \,k_{a}(x)=a} pro všechna {\displaystyle \,x\in \kappa }
- funkce f je první za konstantami, je-li {\displaystyle k_{a}<^{\mathcal {U}}f} pro všechna {\displaystyle a\in \kappa } a kdykoli {\displaystyle g<^{\mathcal {U}}f}, pak {\displaystyle g=^{\mathcal {U}}k_{a}} pro nějaké {\displaystyle a\in \kappa }

Tarski pak dokázal následující větu: Je-li {\displaystyle \kappa } měřitelný kardinál, pak na {\displaystyle \kappa } existuje měřitelný ultrafiltr {\displaystyle {\mathcal {U}}} takový, že identita na {\displaystyle \kappa } (fce {\displaystyle \,id(x)}, že {\displaystyle \,id(x)=x} pro {\displaystyle x\in \kappa }) je první za konstantami.
Volbou takovéhoto měřitelného ultrafiltru lze pak například dokázat, že před každým měřitelným kardinálem {\displaystyle \kappa } leží právě {\displaystyle \kappa } nedosažitelných kardinálů.